# South Billings (Dakota del Norte)
South Billings es un territorio no organizado ubicado en el condado de Billings en el estado estadounidense de Dakota del Norte. En el Censo de 2010 tenía una población de 204 habitantes y una densidad poblacional de 0,23 personas por km².

## Geografía
South Billings se encuentra ubicado en las coordenadas 46°47′9″N 103°25′2″O / 46.78583, -103.41722. Según la Oficina del Censo de los Estados Unidos, South Billings tiene una superficie total de 891.22 km², de la cual 886.67 km² corresponden a tierra firme y (0.51%) 4.55 km² es agua.

## Demografía
Según el censo de 2010, había 204 personas residiendo en South Billings. La densidad de población era de 0,23 hab./km². De los 204 habitantes, South Billings estaba compuesto por el 98.53% blancos, el 0.98% eran afroamericanos, el 0.49% eran amerindios, el 0% eran asiáticos, el 0% eran isleños del Pacífico, el 0% eran de otras razas y el 0% pertenecían a dos o más razas. Del total de la población el 1.47% eran hispanos o latinos de cualquier raza.